# Derestyei ortodox templom
A derestyei Szentháromság ortodox templom (románul: Biserica Sfânta Treime din Dârste) Brassó délkeleti részén, az egykoron önálló, románok alapította Derestyén található. A 18. század végén épült barokk stílusban, eredeti formáját máig megőrizte.

## Története
Derestye a 16. században kezdett kialakulni a Tömös partján, Bácsfaluval átellenben, bolgárszegi és négyfalusi román kereskedők által létesített kallómalmok mellett. Lakosainak egészen a 18. század végéig nem volt templomuk, és Négyfaluba (Bácsfalu, Türkös) vagy Brassóba jártak istentiszteletre. A türelmi rendelet kiadása után a románok 1783-ban kérvénnyel folyamodtak a Brassóba látogató II. József magyar királyhoz, aki engedélyezte egy kőtemplom építését.
A derestyei román kereskedők számottevő összegekkel járultak hozzá az új templom építéséhez. Az egy hektáros telket, melyre a templom épült, és ahol később a temető is létesült a bácsfalusi Gheorghe Irimie ajánlotta fel az egyháznak (nevét az építmény homlokzatán található kő őrzi). Az alapkövet 1782-ben tették le, 1783-ban megkezdték az építkezést, az elkészült templomot pedig Gherasim Adamovici püspök szentelte fel 1797. június 26-án. Festését 1784-ben készítette Radu Dobra, azonban az eredeti ikonok közül csak egy maradt fenn. Első papja az óbrassói születésű Ion Ilea volt.
1833-ban felújították és kifestették, ekkor emelték tornyát is, és ez idő tájt nyitották temetőjét. 1860-ban egyházi iskolát alapítottak, 1890-ben pedig Irimie derestyei kereskedő az egyházközségnek adományozta házát, hogy paplakot rendezzenek be benne (máig ez a rendeltetése). További felújításokat és restaurálásokat végeztek az 1920-as és az 1970-es években. 1998-ban újraszentelték a templomot, 2004-ben pedig megnyitották temetőkápolnáját.

## Leírása
Téglából és kőből épült barokk stílusú templomépület, keleti részén három apszissal; hosszúsága 27, szélessége 8 méter. Négyzet alapú tornya nyugati oldalán van, régen bádoggal, ma cseréppel fedett. Külső és belső festését a 20. század folyamán többször restaurálták. A legkorábbi, 1784-ben készült ikonokból csak az oltár nyugati falán maradt fenn egy Jézust a sírban ábrázoló festmény.
A templom és kerítőfala a romániai műemlékek jegyzékében a BV-II-a-A-11339 sorszámon szerepel.